# Sun Valley (Los Angeles)
Sun Valley – jedna z dzielnic Los Angeles, we wschodniej części San Fernando Valley. Około 1880 roku obszar nosił nazwę Roberts, a w 1896 roku przemianowany został w Roscoe.
W dzielnicy znajdują się trzy centra rekreacyjne, trzynaście szkół publicznych — wśród nich John H. Francis Polytechnic High School i Sun Valley High School, cztery szkoły prywatne oraz biblioteka publiczna Sun Valley Branch Library.
Dzielnica jest "umiarkowanie zróżnicowaną" etnicznie w Los Angeles, ze stosunkowo wysokim procentem Latynosów. Szczegółowe rozbicie: Latynosi – 69,4%; biali – 17,9%; Azjaci – 8,1%; czarni – 1,9% pozostali – 2,7%. Meksyk (54,5%) oraz Salwador (11,9%) były najczęstszymi miejscami narodzin 51,9% mieszkańców, którzy urodzili się poza granicami USA.

## Geografia
Sun Valley graniczy od północnego wschodu z Shadow Hills, na południowym wschodzie z Burbank, na południu z North Hollywood i Valley Glen, od zachodu z Panorama City i od północnego zachodu z Pacoima, Hansen Dam i Lake View Terrace.

## Rekreacja
- The Sun Valley Recreation Center – basen publiczny[4], oświetlone boisko do baseballa, boiska do koszykówki, miejsca zabaw dla dzieci, stoły piknikowe, oświetlone boiska do piłki nożnej, korty tenisowe, boiska do siatkówki[5].
- The Fernangeles Recreation Center – publiczny basen[6], audytorium, boksy do grillowania, oświetlone boisko baseballa, oświetlone kryte boisko do koszykówki, oświetlone zewnętrzne boiska do koszykówki, miejsca zabaw dla dzieci, hala gimnastyczna, stoły piknikowe i oświetlone boisko do piłki nożnej[7].
- The Stonehurst Recreation Center – jest to historyczne miejsce[8]. Ośrodek posiada halę gimnastyczną i audytorium na 400 osób i tak jak poprzednie centra duży kompleks sportowo-rekreacyjny.